# Immanuelkirche (Leipzig-Probstheida)

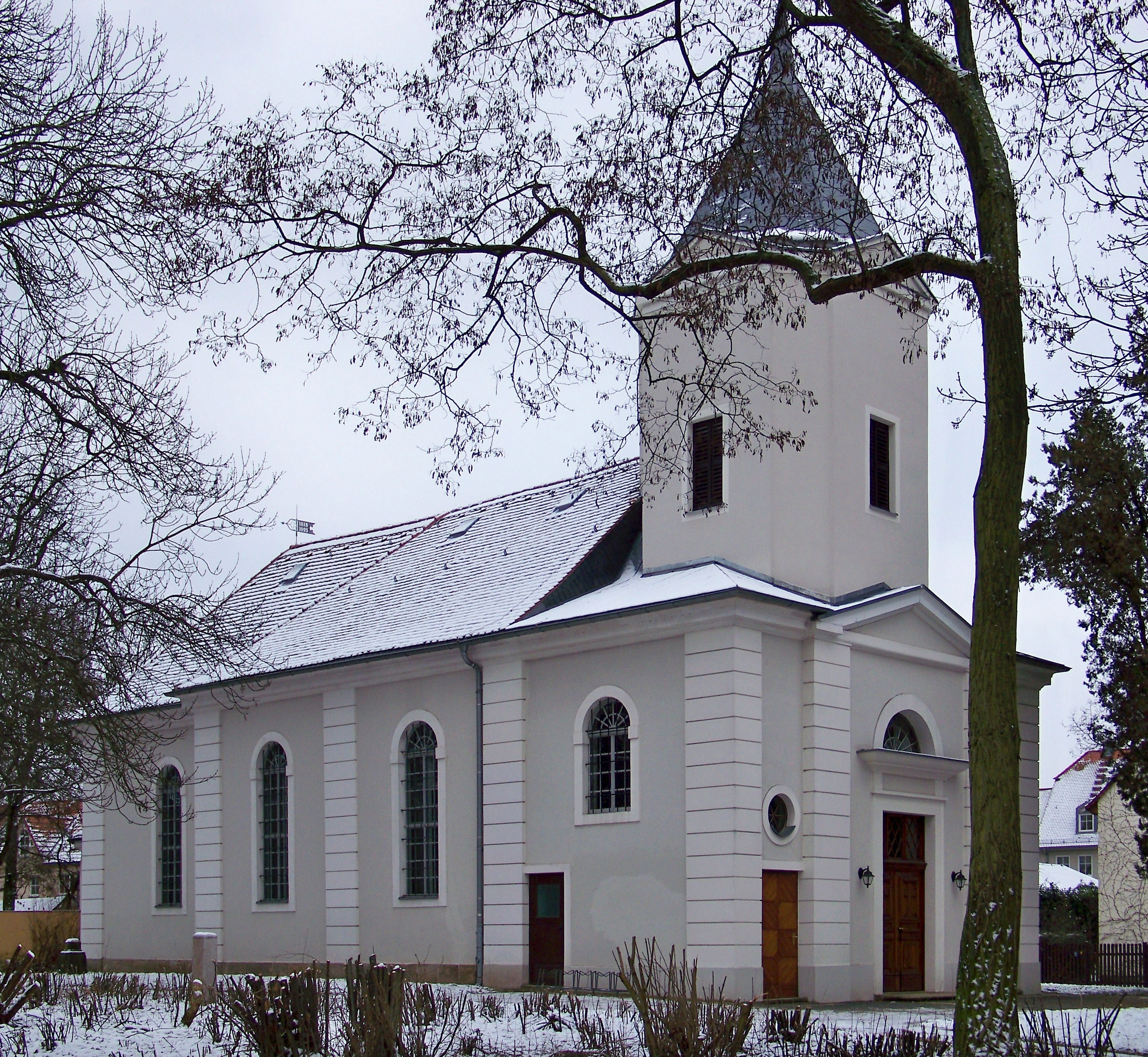
Immanuelkirche Probstheida

Die Immanuelkirche Probstheida ist die evangelisch-lutherische Kirche in Probstheida, einem Stadtteil von Leipzig. Sie steht auf dem Dorfanger.

## Geschichte

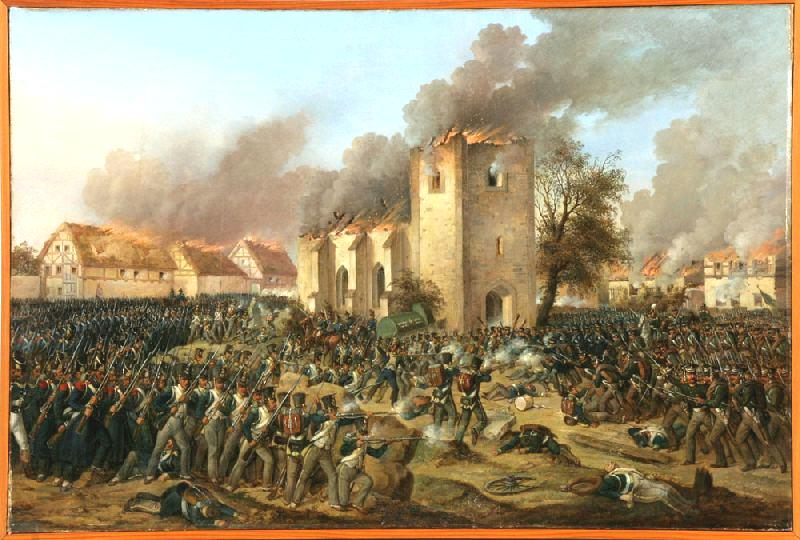
Erstuermung von Probstheida (16.–18. Oktober 1813), im Bild die brennende Kirche Probstheida, Gemälde von Ernst Wilhelm Straßberger (1796–1866)

Die Errichtung des Sakralbaus im Jahr 1213 geht auf Bischof Thietmar von Merseburg zurück.
Probstheida, im Südosten von Leipzig und rund 60 Meter höher gelegen als die Messestadt, war weithin sichtbar – und so auch die Dorfkirche Probstheida. Die Folgen dieser militärstrategisch herausragenden Lage waren während der Völkerschlacht Probstheidas Zerstörung und das Niederbrennen seiner Dorfkirche bis auf die Grundmauern zwischen dem 16. und 18. Oktober 1813.
Auf den Mauerresten wurde eine klassizistische Kirche errichtet, die Kirchweihe war am 8. November 1818.
Umbauten erfolgten im Jahr 1927 unter der Leitung von Architekt Georg Staufert. Nach seinen Plänen wurden die Apsis errichtet (die als Sakristei dient) sowie ein Kanzelaltar aufgestellt, und die Emporen-Aufgänge wurden neben den Haupteingang nach außen verlegt.
Nach dem Zweiten Weltkrieg und in der DDR-Zeit fehlten die Möglichkeiten zu bestandserhaltenden Bau-Maßnahmen, so dass im Laufe der Jahrzehnte ein bedrohlicher Sanierungsstau anwuchs.

## Jüngste Vergangenheit

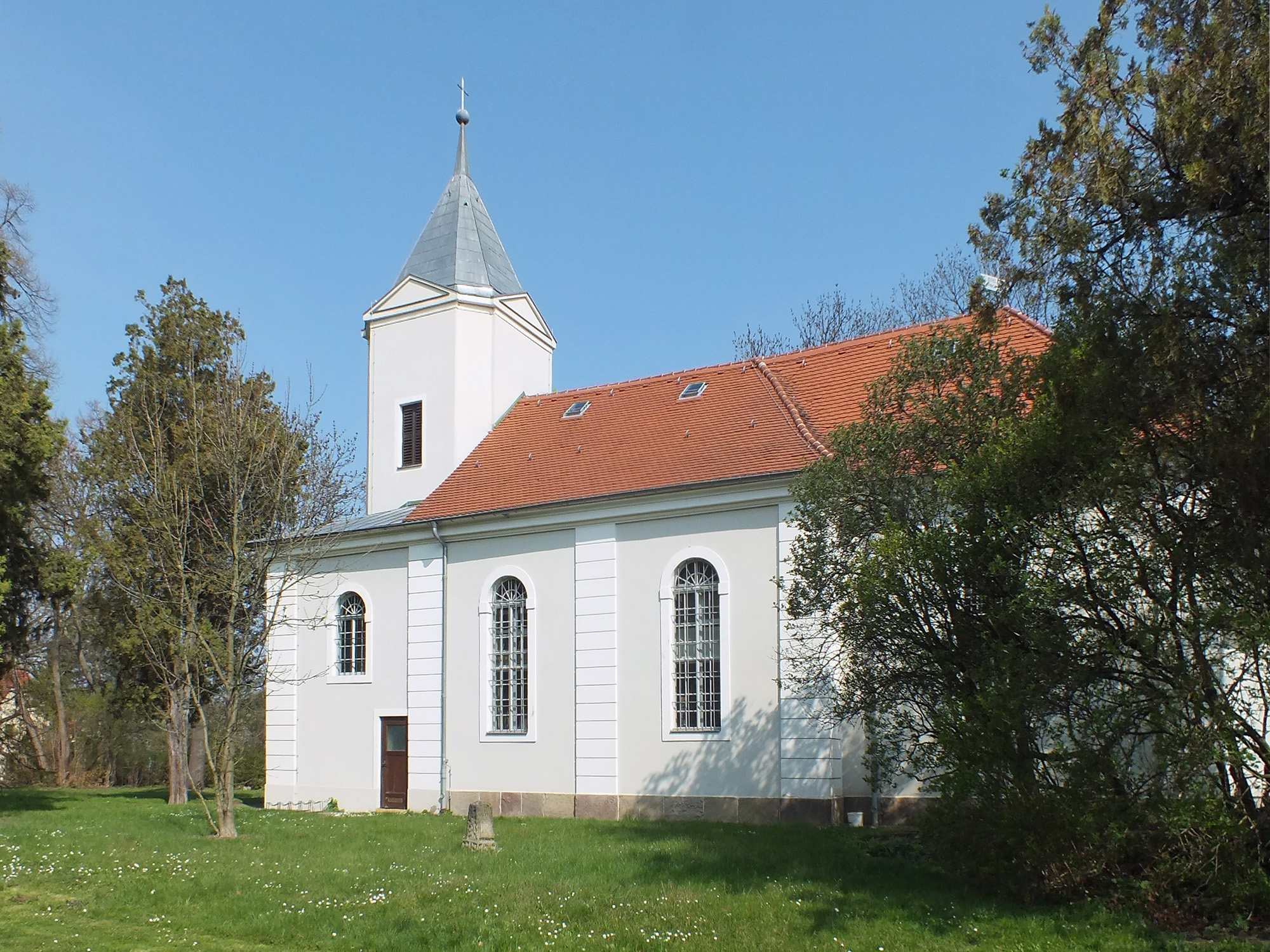
Seitenansicht (2012)

1998 wurde der Immanuel e. V. gegründet, der sich für die Instandsetzung von Kirche und Pfarrhaus – beide Bauwerke stehen unter Denkmalschutz – engagiert. Dank finanzieller Unterstützung privater, kirchlicher und öffentlicher Herkunft wurde es möglich, die Außenrenovierung und 2009 die Innengestaltung abzuschließen.  Altar, Taufe und Ambo schuf Markus Zink aus Leipzig.

## Orgel
1927 schuf die Firma Schmeisser die heutige Orgel mit zwei Manualen, Pedal und 14 Registern, für die einiges Pfeifenmaterial der Mende-Orgel von 1825 übernommen wurde. Hinzu kommen ein Auszug und eine Transmission.
Die Disposition lautet wie folgt:
| I Manual C– |                     |     |
| 1.          | Bordun              | 16′ |
| 2.          | Prinzipal           | 08′ |
| 3.          | Quintatön           | 08′ |
| 4.          | Soloflöte           | 08′ |
| 5.          | Oktave              | 04′ |
|             | Oktave (aus Nr. 6.) | 02′ |
| 6.          | Mixtur III          |     |

| II Manual (schwellbar) C– |                 |    |
| 7.                        | Geigenprinzipal | 8′ |
| 8.                        | Gedackt         | 8′ |
| 9.                        | Salizional      | 8′ |
| 10.                       | Blockflöte      | 4′ |
| 11.                       | Piccolo         | 2′ |
| 12.                       | Sesquialter II  |    |

| Pedal C– |                   |     |
| 13.      | Subbass           | 16′ |
| 14.      | Cello             | 08′ |
|          | Oktave (= Nr. 5.) | 4′  |

- Koppeln: II/I, I/P, II/P

## Geläut

Die neue Kirche von 1818 (um 1850)

Über das ursprüngliche Glockengeläut der Kirche, die 1813 bei der Völkerschlacht in Probstheida in Flammen aufging und niederbrannte, liegt keine Überlieferung vor.
Seit 1821 hat die wiederaufgebaute Kirche eine Bronze-Kirchenglocke mit dem Ton e’’ -1, Gewicht 110 Kilogramm, unterer Durchmesser 579 Millimeter. Aufgrund ihres Alters und ihrer kunsthistorischen Bedeutung blieb die Glocke von den staatlich verordneten Abgabe-Aktionen im Ersten und Zweiten Weltkrieg für Rüstungszwecke verschont. Die anderen beiden 1821 gegossenen Glocken fielen diesen Maßnahmen zum Opfer.
Gegossen hatte sie Johann Carl Berger (1777–1821) aus Leipzig, von dem insgesamt nur drei Glocken erhalten sind. Bei dieser einen Glocke mit großem Seltenheitswert ist es in der Immanuelkirche Probstheida bis 2021 geblieben – die Kirche war ohne Glockengeläut im klassischen Sinn.
Am 4. September 2021 bekam die Kirche zwei neue Bronzeglocken, die am 18. Juni 2021 in der Glockengießerei Grassmayr (Innsbruck) gegossen worden waren. Sie wurden mit einem Umzug über den Dorfanger und einer Andacht vor der Kirche begrüßt. Damit hat das Gotteshaus wieder ein komplettes Geläut im Te-Deum-Dreiklang für Gottesdienste, Andachten, Taufen, Hochzeiten und Abschiedsfeiern. Datum der Glockenweihe war der 7. November 2021.

## Kirchgemeinde
Das Gotteshaus gehört mit der Kreuzkirche Störmthal und den Kirchen von Güldengossa und Wachau zur Evangelisch-Lutherischen Kirchgemeinde im Süd-Osten von Leipzig.

## Geistliche der Kirchgemeinde
Das Verzeichnis pfarrerbuch.de listet für die Kirche die 1. Stelle (Pfarrer) und die 2. Stelle (Diakon, bis 1934 Hilfsgeistlicher) auf.
Pfarrer
- 1535: Georg List
- 1537: Johann Wittich
- 1544: Jodocus Just
- 1565: Johann Huth
- 1587: Andreas Reinhold
- 1626: Joachim Blötner
- 1671: Johann Christoph Hahn
- 1674: Paul Preußer
- 1695: Friedrich Simon Löffler
- 1745: Christian Gottlob Friedrich Wolf
- 1782: Ebermann, Michael
- 1811: Christian August Gottfried Emmerling
- 1827: Friedrich Müller
- 1834: Karl August Böhmel
- 1842: Maximilian Blüher
- 1858: Karl Friedrich Gurlitt
- 1873: August Julius Oskar Günther
- 1890: Friedrich Eduard *Johannes Rosenthal
- 1915: Robert *Kurt Gräf
- 1944: Werner Fehlberg
- 1948: Robert Brückner
- 1948: Hans-Georg Rausch
- 1956: Klaus-Jürgen Wizisla
- 1967: Günter Gräupner
- 2001: Matthias Weber